# Johann Anton Tillier (Ratsherr, 1494)
Johann Anton Tillier (I.) (* 1494, möglicherweise auch 1500; † 1562) war ein Schweizer Offizier und Politiker und entstammte der Berner Patrizierfamilie Tillier.
Tillier wurde 1525 Mitglied des bernischen Grossen Rats, 1529 Schultheiss von Burgdorf, 1536 Mitglied des Kleinen Rats, 1536 Landvogt von Avenches, 1540 Venner zu Mittellöwen, 1541 Landvogt von Lausanne, 1552 Deutschseckelmeister und 1560 Bauherr. Tillier stiftete ein Stipendium für angehende Theologen der bernischen Akademie. Karl V. adelte ihn für seine Dienste um Österreich und die spanische Krone.
Er war ab 1536 mit Margaretha Hübschi verheiratet, in zweiter Ehe mit Katharina von Diesbach.